# Sophie Chotek, hertuginde af Hohenberg
Sophie Maria Josephine Albina Gräfin Chotek von Chotkowa und Wognin (født som komtesse den 1. marts 1868 i Stuttgart, død 28. juni 1914 i Sarajevo), senere fyrstinde af Hohenberg og fra 1909 hertuginde af Hohenberg) var en bøhmisk adelskvinde, som var hustru til den østrig-ungarske tronfølger Franz Ferdinand. Hun blev dræbt sammen med ham ved et attentat i Sarajevo i 1914. Mordene kom til at udløse 1. verdenskrig.

## Levned
Sophie blev født i 1868 som datter af den bøhmiske diplomat Bohuslaw Graf Chotek von Chotkow und Wognin og dennes hustru Wilhelmine Gräfin Kinsky von Wchinitz und Tettau.
Hendes far blev boende i Dresden, hvor han havde arbejdet og sørgede med sin beskedne pension for en standsmæssig tilværelse for sine ugifte døtre Sophie og Marie Henriette. Denne blev stiftsdame ved Hradčany i Prag og passede tronfølgerparrets tre børn efter 1914. Da Sophie og Franz Ferdinand lærte hinanden at kende, var fire af diplomatens børn allerede gift: en var hofdame for Stephanie, kronprins Rudolfs enke. Den eneste søn havde haft en embedsmandskarriere. Hans hustru Wilhelmine var afgået ved døden.
Sophie havde fået en god opdragelse og blev undervist af huslærere. Hun havde desuden en udpræget sans for huslighed. Efter moderens død stod hun for husholdningen for sin far og de yngre søskende og lærte tidligt at være sparsommelig. Som medlem af den bøhmiske uradel var hun meget bevidst om sin herkomst, som kunne spores tilbage til hussitterkrigene.
Omkring 1896 lærte hun ærkehertug Franz Ferdinand at kende ved et bal i Prag, og de forelskede sig i hinanden. Forholdet blev holdt hemmeligt til 1899.
I 1898 begyndte Sophie at presse på for at komme til at bo tættere på sin elskede. Da man i Wien sladrede om Franz Ferdinands broder, ærkehertug Ottos, affærer og om kejserens venskab med Katharina Schratt, ville han ikke bo i Wien, men kun i nærheden. Ærkehertuginde Isabella, som var gift med ærkehertug Frederik, som havde kommandoen over et armékorps i Pressburg (Bratislava), manglede en hofdame, og Franz Ferdinand foreslog Sophie at søge pladsen. Ærkehertuginde Isabella gik for at være vanskelig og en ubehagelig arbejdsgiver, og Sophie Chotek var ikke begejstret for forslaget, men søgte stillingen og fik den.
Isabella havde seks døtre, som skulle giftes, og Franz Ferdinand, som stod på god fod med familien, modtog nu enhver indbydelse og kørte tre-fire gange om ugen til Pressburg. Her red han ture med husets døtre og gjorde kur til husets ældste datter, den 18-årige Maria Christina. Det nærede ærkehertuginde Isabellas håb om at blive den kommende østrigske kejsers svigermor.

## Et ikke standsmæssigt ægteskab
I første omgang forsøgte man at påvirke Sophie gennem hendes bror, som i mellemtiden var blevet Landesregierungsrat i kejserlig tjeneste og måtte tænke på sin karriere. Så involverede kejseren Dr. Godfried Marschall, som havde stået for ærkehertugens religiøse opdragelse og var hans gode ven. Den ærgerrige Marschall, som senere blev vikarierende biskop i Wien, havde brug for kejserens godkendelse hertil og forsøgte først at få tronfølgeren til at skifte mening, hvorved han mistede dennes gunst uden at have nået sit mål. Til sidst appellerede han til Sophie om at opgive sin kærlighed til tronfølgeren, idet han forsøgte at udnytte Sophies dybe religiøsitet til egen fordel. Først efter at tronfølgerens stedmor havde været i audiens hos kejseren, fik parret den 8. april 1900 lov til at indgå et morganatisk ægteskab.
Den 1. juli 1900 giftede Sophie og Franz Ferdinand sig i Reichstadt under afkald på tronfølge for Sophie og deres fælles børn. Schloss Reichstadt var udset til enkesæde for Maria Theresia, Franz Ferdinands stedmor. Ved brylluppet deltog hverken hans brødre Otto og Ferdinand Karl eller hans søster Margarete Sophie, men hans stedmor og hendes døtre Maria Annunziata og Elisabeth Amalie var med. Sophie fik tildelt titlen "Fyrstinde af Hohenberg" af kejser Franz Joseph 1. Selv om Sophie var tronfølgerens hustru, fik hun en andenklasses behandling ved hoffet. Hun måtte fx ikke sidde i den kongelige loge i teatret eller køre med i ærkehertugens vogn ved parader.
Fra den kejserlige familie var det kun kronprinsens enke Stephanie, som stod dem nær og til stadighed indbød dem til sit slot i Ungarn.
Først i 1909 efter bilæggelsen af den bosnienkrisen gav kejseren Sophie af Hohenburg lov til at optræde som gudmor ved stabelafløbningen af den første østrig-ungarske dreadnought (slagskib).
Samme år aflagde tronfølgerparret officielt besøg hos kong Carol af Rumænien og dennes hustru. Det var parrets første statsbesøg, og fyrstinden blev modtaget meget hjerteligt at den rumænske dronning.
For at mindske protokolproblemer tildelte kejseren hende den 4. oktober 1909 titlen hertuginde af Hohenberg og tillod hende straks at benytte titlen højhed. Talrige lykønskningstelegrammer fulgte, bl.a. fra kejser Wilhelm 2. af Tyskland, som i mange år havde været ven af Franz Ferdinand.

## Attentatet og dets følger
I 1914 blev Sophie og Franz Ferdinand ofre for et attentat i Sarajevo, begået af serbiske nationalister. Et medlem af Den sorte hånd, Gavrilo Princip, skød på ægteparret, da deres køretøj var ved at vende. Sophie blev ramt i underlivet og forblødte i bilen. Franz Ferdinand, som var ramt i halspulsåren, døde kort efter. Gavrilo Princip erklærede senere, at attentatet kun havde været rettet mod Franz Ferdinand. Han havde ikke villet dræbe Sophie.
Mordet på den østrig-ungarske tronfølger var i sidste ende den udløsende faktor til udbruddet af 1. verdenskrig.
På grund af deres morganatiske ægteskab blev Sophie og Franz Ferdinand nægtet en statsbegravelse og blev efter at have ligget på lit de parade i Hofburg begravet ved Schloss Artstetten i Niederösterreich.

## Børn
- Sophie von Hohenberg, gift Gräfin von Nostitz-Rieneck (1901–1990)
- Maximilian von Hohenberg (1902–1962)
- Ernst von Hohenberg (1904–1954)
- Dødfødt søn (1908)